# تومي مو
تومي مو (بالإنجليزية: Tommy Moe) هو متزلج جبال أمريكي، ولد في 17 فبراير 1970 في ميسولا في الولايات المتحدة.

## وصلات خارجية
- تومي مو على موقع الاتحاد الدولي للتزلج (التزلج على المنحدرات الثلجية) (الإنجليزية)
- تومي مو على موقع أوليمبيديا (الإنجليزية)
- تومي مو على موقع قاعة ألاسكا للمشاهير الرياضية (الإنجليزية)